# Ro Tu-chol
Ro Tu-chol (* 1944) ist ein nordkoreanischer Politiker der Partei der Arbeit Koreas (PdAK), der unter anderem Kandidat des Politbüros des Zentralkomitees (ZK) der PdAK, Vorsitzender der Staatlichen Planungskommission, Vize-Vorsitzender des Ministerrates sowie Mitglied des ZK der PdAK ist.

## Leben
Ro Tu-chol wurde im Juni 1992 Generaldirektor des Planungsbüros für elektronische Automatisierung und im November 1992 Vize-Vorsitzender der Staatlichen Planungskommission. Im April 1998 erfolgte seine Ernennung zum Vorsitzenden der Material- und Versorgungskommission und im Juli 1998 seine erstmalige Wahl zum Deputierten der Obersten Volksversammlung.
Ro, der im September 2003 zum Vize-Vorsitzenden des Ministerrates ernannt wurde, wurde 2003 sowie zuletzt 2009 als Deputierter der Obersten Volksversammlung wiedergewählt und gehört somit der Obersten Volksversammlung an, wo er den Wahlkreis 604 vertritt. Im April 2009 wurde er zudem als Nachfolger von Kim Kwang-rin Vorsitzender der Staatlichen Planungskommission.
Auf der dritten Parteikonferenz der Partei der Arbeit Koreas am 28. September 2010 wurde er zum Mitglied des ZK gewählt. Auf der vierten Parteikonferenz im April 2012 wurde er zudem zum Kandidaten des Politbüros des ZK gewählt.